# نيكي ويلشاير
نيكي ويلشاير (مواليد 3 نوفمبر 1961) هو ملاكم من المملكة المتحدة، مثّل بلاده في الألعاب الأولمبية الصيفية 1980.

## روابط خارجية
نيكي ويلشاير على موقع بوكس ريك (الإنجليزية) (registration required)
- نيكي ويلشاير على موقع أوليمبيديا (الإنجليزية)